# Papiro 81
O Papiro 81 ({\displaystyle {\mathfrak {P}}}81) é um antigo papiro do Novo Testamento que contém fragmentos dos capítulos dois e três da Primeira Epístola de Pedro (2:20-3:1,4-12).